# Banu al-Ukhaïdhir
Tribu quraychite
Les Banu al-Ukhaïdhir ou Al-Ukhaydir (en arabe : بنو الأخيضر) sont une dynastie alide descendante du prophète de l'Islam Mahomet, présente en Arabie entre les IXe et XIe siècles.

## Histoire
Ismaïl al-Ukhaïdhir, de la tribu des Banu al-Ukhaïdhir, prend le contrôle d'une partie du Hedjaz, dont La Mecque, en 865. Il meurt en 866 et son frère, Mohammed al-Ukhaïdhir (né en 825 ou 826), lui succède à la tête de la tribu. Toutefois, le calife abbasside Al-Mutazz envoie des soldats de l'Ushrusaniyya (en) les déloger et les Al-Ukhaïdhir s'enfuient pour Al-Yamâma où ils s'établissent et fondent un émirat.
Youssouf, le fils de Mohammed lui succède à la mort de ce dernier, puis Ismaïl, le fils de Youssouf règne sur l'émirat. Ismaïl participe à la prise de Koufa avec les Qarmates en 925. Les Qarmates d'Abû Tâhir Sulaymân laissent Ismaïl diriger la ville mais reviennent (en) en 928 et tuent les al-Ukhaïdhir présents à Koufa lors d'une bataille. Hassan, le frère d'Ismaïl, devient le nouveau chef de la dynastie. Il est possible qu'il gouverne la région d'Al-Yamama sous la tutelle des Qarmates.
À Al-Yamama, les al-Ukhaïdhir appliquent un impôt assez élevé à la population de l'émirat et des habitants quittent la région.
Lors d'un de ses voyages, Nasir e Khosraw visite la région d'Al-Yamama en 1051. Il décrit les habitants de l'émirat comme des chiites zaydistes. Cette assertion est étonnante car les autres zaydistes s'intéressent peu à eux et qu'il ne semble pas y avoir de séminaire zaydiste à Al-Yamama. Khosraw note aussi que la dynastie peut compter sur 300 à 400 cavaliers pour sa défense.
La tribu des al-Ukhaïdhir perd le contrôle de la région vers le XIe siècle, probablement remplacée par les Banu Kilab (en).